# Bernhard-Strigel-Gymnasium
Das Bernhard-Strigel-Gymnasium ist eines von zwei staatlichen Gymnasien in Memmingen.

## Geschichte
Urkundlich nachgewiesen ist im Jahre 1285 in Memmingen die Tätigkeit eines Rector puerorum Magister Cuonradus. 1427 wird eine Lateinschule im heutigen Weinhaus und Speiselokal Weber am Bach in den Annalen der Stadt verzeichnet. Aus dem Jahre 1513 existiert im Stadtarchiv eine erste Schulordnung genannt Regiment der Schul. 1572 zog die Lateinschule in das Elsbethenkloster um. 1775 wurde die Lateinschule, der Mode der Zeit folgend, in Lyzeum umbenannt. Im Jahre 1805 existierte eine Real- und Studienschule und ab 1813 wieder eine Lateinschule. Im Zweiten Weltkrieg fielen 234 ehemalige Schüler und fünf Lehrer. 1965 erhielt die bis dahin Oberrealschule mit Gymnasium genannte Schule ihren heutigen Namen. Das heutige Schulgebäude wurde zum Jahresanfang 1967 bezogen. Es wurde nach dem bekanntesten Sohn der Stadt, dem Maler Bernhard Strigel, benannt.

## Ausbildungsausrichtung
Das Gymnasium bietet drei Ausrichtungen mit acht Sprachrichtungen im Rahmen eines achtjährigen Gymnasiums an.
1. Naturwissenschaftlich-technologische Richtung
2. Sprachliche Richtung
3. Musische Richtung

## Wahlfächer und Arbeitsgemeinschaften
Folgende Arbeitsgemeinschaften und Wahlfächer komplettieren das Programm
- Musik: Chor, Orchester, Instrumentalmusik, Big-Band
- Tanz: Tanzgruppen in allen Altersgruppen
- Kunst: Keramik, Werken, Bühnenbild, Schulhofgestaltung
- Schulspiel: Theatergruppen in verschiedenen Altersstufen
- Fremdsprachen: Italienisch, Russisch
- Computer: Informatik, Homepage-AG, GIS-AG, Robotik-AG
- Naturwissenschaften: Astronomie, Biotechnologie, Schulgarten
- Psychologie: Lerntraining, Psychologiekurse
- Sport: breites Sportangebot

## Schulpartnerschaften

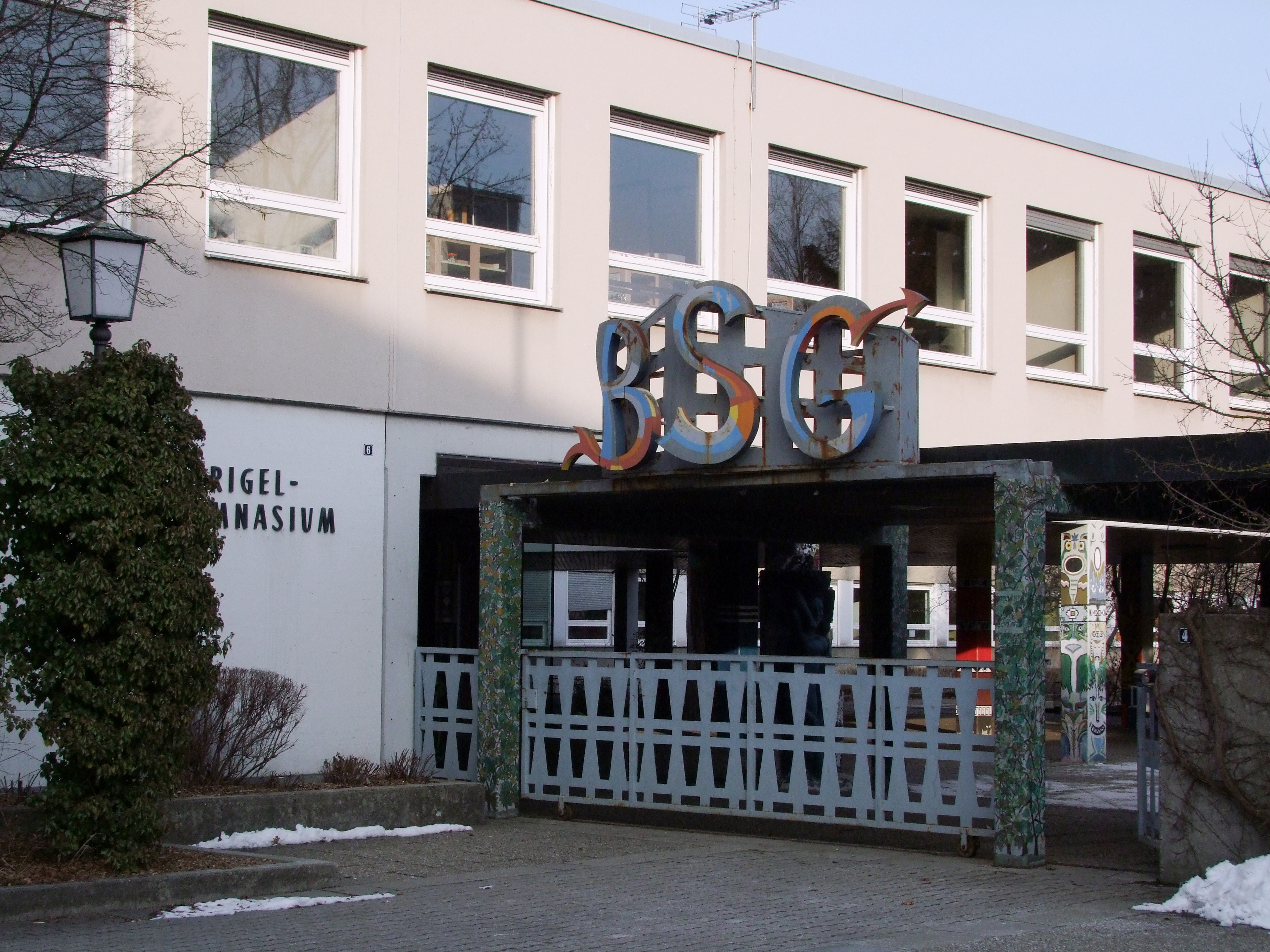
Der Haupteingang des Strigelgymnasiums

Schulpartnerschaften unterstützen die Kenntnis der Schüler von fremden Ländern und Kulturen. So bestehen Partnerschaften mit sechs Schulen:
1. Antillen: Guadeloupe
2. Australien: Melbourne
3. Großbritannien: Worcester
4. Frankreich: Auch
5. Südafrika: Somerset-West

## Bekannte ehemalige Schüler
- Hedwig Bilgram, Organistin und Cembalistin, ARD-Preisträgerin, Hochschullehrerin
- Claus-Erich Boetzkes, Fernsehmoderator
- Johann Fleschhut, früherer Landrat im Landkreis Ostallgäu (Abitur 1976)[2]
- Walter Robert Fuchs, promovierter Physiker, Wissenschaftsautor
- Justus Köberle, Theologe und Hochschullehrer an der Universität Rostock
- Fritz Kuhn, Politiker der Grünen, ehemaliger Bundesvorstand, Oberbürgermeister von Stuttgart
- Diether Kunerth, Künstler
- Gerd Leipold, früherer Geschäftsführer Greenpeace International
- Andreas Lichtenberger, Schauspieler und Musicaldarsteller
- Herbert Müller, MdL
- Wolfgang Müller-Funk, Österr. Literatur- und Kulturwissenschaftler
- Helge Klaus Rieder, Professor für Wirtschaftsinformatik
- Robert Schlosser, Künstler
- Gernot Spielvogel, Geologe, Abenteurer, Extrem-Kanufahrer, Atlantisforscher
- Brigitte Vollmar, Universitätsprofessorin für Experimentelle Chirurgie
- Hans-Joachim Weirather, Landrat im Landkreis Unterallgäu
- Notker Wolf, Abtprimas der benediktinischen Konföderation
- Friedrich Zeller, ehemaliger Landrat im Landkreis Weilheim-Schongau
- Herbert Zimmermann, Professor und Neurowissenschaftler

## Bekannte Pädagogen
- Marco Sonnleitner, Schriftsteller